# Мальмужин
Мальмужин (пол. Malmurzyn) — село в Польщі, у гміні Мнюв Келецького повіту Свентокшиського воєводства.
Населення — 514 осіб (2011).
У 1975-1998 роках село належало до Келецького воєводства.

## Демографія
Демографічна структура на день 31 березня 2011 року:
|          | Загалом | Допрацездатний вік | Працездатний вік | Постпрацездатний вік |
| -------- | ------- | ------------------ | ---------------- | -------------------- |
| Чоловіки | 262     | 59                 | 190              | 13                   |
| Жінки    | 252     | 58                 | 153              | 41                   |
| Разом    | 514     | 117                | 343              | 54                   |